# St. Urbain's Horseman
St. Urbain's Horseman è un romanzo di Mordecai Richler del 1971. Il romanzo ha vinto il Governor General's Award del 1971 ed è stato tra i finalisti del Booker Prize.

## Trama
Il romanzo è ambientato a Londra e Montreal durante la fine degli anni sessanta. Il protagonista è Jake Hersh, apparso per la prima volta nel romanzo L'apprendistato di Duddy Kravitz come un compagno di scuola del di Kravitz. Ora, quasi venti anni dopo, Hersh è un regista di discreto successo, sposato con tre figli, coinvolto in un sordido scandalo sessuale. Ora che il mondo gli crolla intorno, Jake continua ad essere ossessionato dal mistero della scomparsa del cugino e idolo Joey, un avventuriero, cacciatore di nazisti e veterano della guerra civile spagnola.